# 李云扬
李云扬（1913年12月—2004年3月10日）曾用名李志梁，广东台山人，中国共产党官员。

## 生平
1913年12月，李云扬生于广东省台山县。1935年留学日本并参加革命，在日本东京从事中共领导的留学生活动。1936年加入中国共产党。1937年回上海参加抗日救国会活动，同年奉党组织派遣随周扬、艾思奇、何干之等一起到延安，李云扬在中共中央党校学习。1938年初，和李宗林、林基路、夏伯勋一起被中共党组织派遣到盛世才统治下的新疆省，使用名字“李志梁”。1938年起，任迪化（今乌鲁木齐）新疆省立第一中学校长兼学院的哲学教师，工作了一年，任内在校内尊重少数民族风俗，并处理了违法乱纪的参谋长汪鸿藻之子及公安厅长李英奇之子李树声。1939年，任喀什教育局副局长。1940年6月调任巴楚县县长，任内兴建红海子水库，解决了下游十多万亩农田和巴楚县数千居民的饮水问题。1942年被盛世才逮捕入狱。作为狱中骨干斗争四年，1946年7月回到延安。
第二次国共内战期间，历任八路军359旅政治秘书、中共吕梁区委土改工作团团长，参加了太原战役与土地改革工作。1949年，调任华北中学副校长。1950年到1951年，受中共中央派遣，到越南任南方工作团政治组长、党支部书记。回国后，任中共中央组织部政治教育科科长。1953年调到中央人民政府高等教育部（后改为中华人民共和国高等教育部）任综合大学教育司副司长、司长，中华人民共和国教育部机关党委副书记。1959年底，因受反右倾运动牵连，下放任北京市大兴县安定公社宣传部副部长。1962年获甄别，调到江西大学（今南昌大学）任党委书记、副校长。
文化大革命中，被卷入“新疆叛徒集团案”案，1967年10月被押往北京关押在监狱8年。1975年春获释。1978年，中共中央为“新疆叛徒集团”案平反。同年，调任中国科技大学党委副书记、副校长。1979年底，调任暨南大学党委第二书记、第一副校长，广东省政协常委。离休以后，任广东省老年大学副校长、马列主义研究会会长。是享受副省级待遇的离退休干部。
2004年3月10日，李云扬在广州逝世，享年91岁。

## 著作
- 《中国高等教育发展的方针和政策》[1]

## 家庭
- 妻：伍乃茵